# 岩本怜
岩本 怜（いわもと れい、2001年3月28日 - ）は、地方競馬の岩手県競馬組合・水沢競馬場三野宮通厩舎所属の騎手である。

## 来歴・人物
船橋競馬場で競馬を観戦したことがきっかけで騎手を志すようになる。中学卒業後、地方競馬教養センターに入所。96期生として卒業する。当初は船橋競馬所属を希望していたが、南関東はレベルが高いため、乗り鞍を確保しやすい岩手競馬所属となった。
水沢・三野宮通厩舎所属としてデビュー。2018年4月14日水沢競馬第1競走でレーヌドコロールに騎乗しデビューする（10頭立て5着）。4月30日に盛岡競馬第2競走でウインアイフォース号に騎乗し、デビュー48戦目にして初勝利を挙げた。
2019年6月2日、早池峰スーパースプリントをサインズストームで制し、重賞初制覇。
2019年8月12日盛岡競馬第11競走で7頭立て最低人気のポートフィリップに騎乗し勝利。通算100勝を達成した。
2019年12月28日中山競馬第7競走のヤングジョッキーズシリーズファイナルラウンド中山第1戦をクリノオスマンで制し、JRA初騎乗初勝利を挙げる。さらに、同ラウンドで62ポイントを挙げ総合優勝を決める。
2019年、NAR優秀新人騎手賞を受賞する。
2020年1月5日の水沢競馬第10競走において負傷し骨折したため、1月10日から2月16日までの佐賀競馬場での期間限定騎乗と高知競馬場で行われる第34回全日本新人王争覇戦への出場を辞退した。
2024年9月29日、水沢競馬4Rでレアリアルノーヴに騎乗して勝ち、5941戦目で地方通算500勝を達成した。

## 主な騎乗馬
- サインズストーム（2019年早池峰スーパースプリント）
- マルケイマーヴェル（2020年ひまわり賞）
- ツーエムマイスター（2020年OROターフスプリント）
- セシール（2020年イーハトーブマイル）
- クラヴィスオレア（2021年OROターフスプリント）
- ルヴァン（2023年いしがきマイラーズ）
- ダイセンメイト（2024年早池峰スーパースプリント）
- パラダイスリズム（2024年サファイア賞）
- ラポジート（2024年ビギナーズカップ）
- ヘリオス（2025年あすなろ賞）